# Александријска плејада
Александријска плејада је назив дат групи од седам александријских песника и трагичара активних током 3. века пре нове ере (Александрија је у то време била књижевни центар Медитерана) а који су радили на двору Птоломеја II Филаделфа. Назив за групу потиче од седам звезда звезданог јата Плејаде.
Постоји неколико супротстављених спискова највећих песника александријског доба (који се традиционално приписују Аристофану Византијонском и Аристарху Самотрачком), који укључују „Александријску плејаду“, неки са трагичним песницима, а други који укључују лирске или епске песнике. У „Александријску плејаду“ увек су укључени следећи чланови:
- Хомес Млађи, Андромахов син, из Византиона, повезан са Трагичном плејадом
- Филиск Коркирски
- Ликофрон
- Александар Етол, трагични песник
- Соситеј Александријски, драматург
- Еантид, песник традиционално повезан са Трагичном плејадом

- Теокрит, који је написао буколичке песме
- Арат, који је написао Феномене и друге песме
- Никандар
- Аполоније, који је написао Аргонаутику
- Сосифан Сиракуски,
- Дионисијад